# Dokkumer Wouden
De Dokkumer Wouden (Fries: Dokkumer Wâlden, [’dɔkəmər ’vɔ:dn]) is het gebied op de zandrug ten zuiden van de stad Dokkum. Deze zandrug ligt tussen de kleigrond aan de noordkant en het veengebied aan de zuid- en westkant. 

## Dorpen
De volgende dorpen liggen in de Dokkumer Wouden:
Damwoude, Broeksterwoude, De Valom, Driesum en Wouterswoude. 

Rinsumageest aan de westkant van het gebied wordt meestal niet als onderdeel van de Dokkumer Wouden gezien.

Het is een min of meer ruitvormig gebied, de noordpunt ligt iets ten zuiden van Dokkum, de zuidpunt bij De Valom, de westpunt ligt bij Rinsumageest en de oostpunt ten oosten van Driesum.

## Landschap
De Dokkumer Wouden behoren tot de Friese zandgebieden. Glaciale en eolische processen hebben in het Laat-Pleistoceen en Holoceen het landschap hier gevormd. De relicten van deze processen zijn nu nog in het landschap aanwezig. Het gebied ligt gemiddeld 1,5 meter boven NAP en heeft voornamelijk een opstrekkende verkaveling met houtwallen. Er komen zeer veel dobben voor. De dobben kunnen zowel ontstaan zijn uit pingoruïnes als door uitblazing van laagten. Beide vormen kunnen door ringwallen omgeven zijn. Bij Eestrum ligt een dekzandrug waarop een es is gelegen. Deze es vormt een van de weinige opvallende dekzandruggen in het over het algemeen reliëfarme Friese dekzandlandschap.  
Het dobbengebied verkeert in tamelijk ongeschonden staat. Ook het dekzandlandschap geeft dit gebied een grote geomorfologische waarde.

## Als naamgever
De naam "Dokkumer Wouden" komt veel voor in de genoemde streek, onder meer als apotheek en tennisvereniging.